# Bojanice (województwo dolnośląskie)

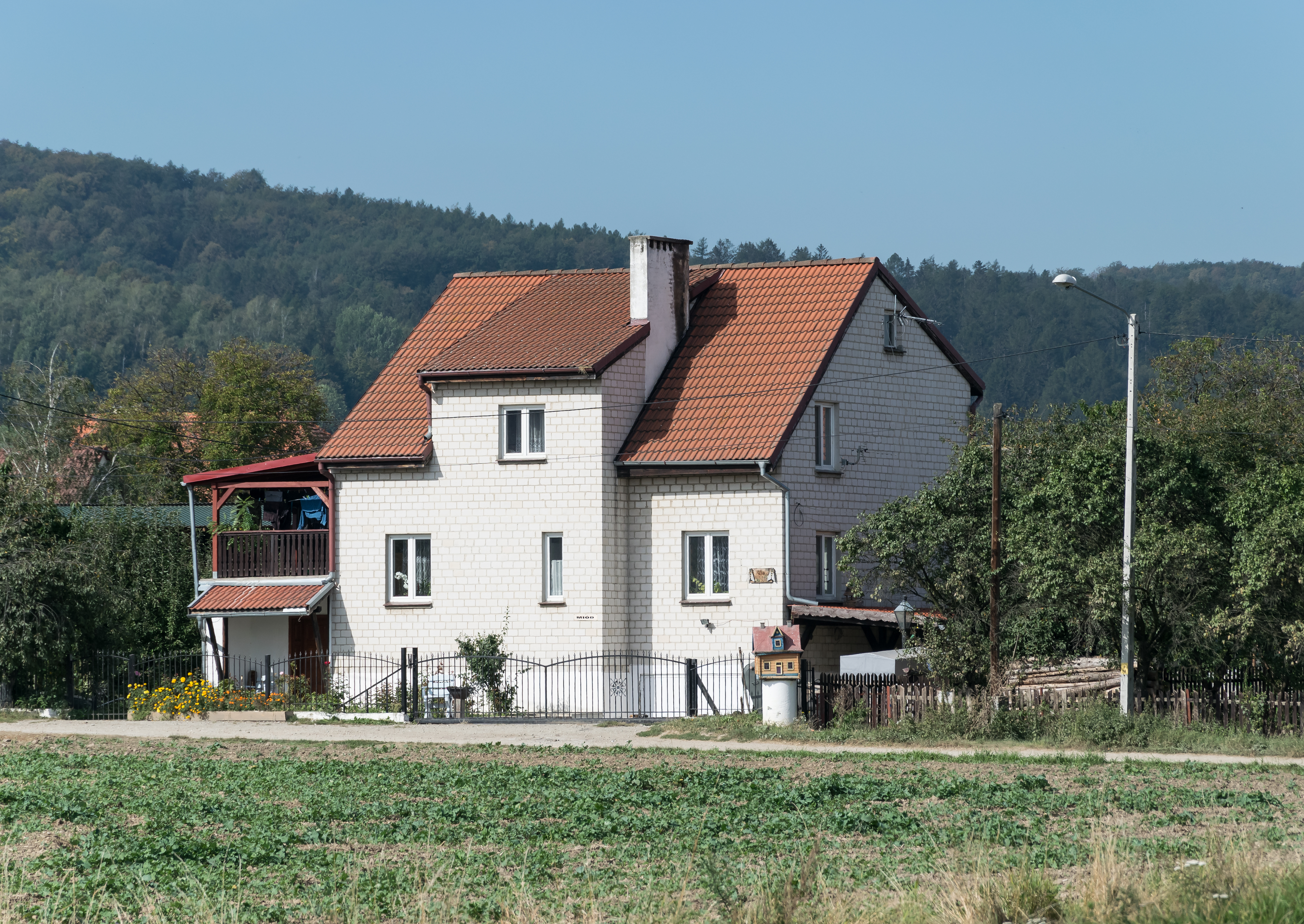
Dom nr 43a w Bojanicach

Bojanice (niem. Ludwigsdorf) – wieś w Polsce położona w województwie dolnośląskim, w powiecie świdnickim, w gminie Świdnica.

## Położenie
Bojanice to wieś łańcuchowa o długości około 2 km leżąca na granicy Gór Sowich, Równiny Świdnickiej i Kotliny Dzierżoniowskiej, na wysokości około 260–300 m n.p.m.

## Podział administracyjny
W latach 1945–1954 siedziba gminy Bojanice. W latach 1975–1998 miejscowość administracyjnie należała do województwa wałbrzyskiego.

## Historia
Wieś po raz pierwszy pojawiła się w źródłach w 1305, natomiast miejscowy kościół po raz pierwszy wzmiankowany jest w 1370. Bojanice prawdopodobnie od początku swego istnienia wchodziły w skład posiadłości rodu von Betschau. W początkach XVI w. jej właścicielami stali się przedstawiciele rodziny Seidlitzów. W latach 1510, 1530, 1534 jako właściciel wymieniany jest George von Seidlitz. W 1599 r.  została zakupiona przez Heinricha von Peterswalde. Wśród kolejnych właścicieli Bojanic znaleźć można von Rothkirchów, von Kottulinskich czy von Tschimhausów. W roku 1740 w posiadanie wsi wszedł baron austriacki Johann Christoph von Seherr-Thoss. Jego potomkowie w roku 1845 sprzedali Bojanice rodzinie von Webski. Kupcy ci, po pewnym czasie uszlachceni, pozostali właścicielami wioski aż do roku 1945. Po 1945 roku Bojanice pozostały wsią rolniczą o ustabilizowanej sytuacji demograficznej. W 1988 roku było tu 39 gospodarstw rolnych i duży PGR wykorzystujący duże zabudowania podworskie.

## Zabytki
Do wojewódzkiego rejestru zabytków wpisane są:
- grodzisko średniowieczne - numer rejestru 101/Arch z 1965-02-11 (stanowisko 1)
- kościół filialny pw. Matki Bożej Częstochowskiej, z 1524 r., początki XVIII w.
- aleja jednorzędowa, do kościoła, z pierwszej połowy XIX w.
- aleja lipowa jednorzędowa, wokół kościoła, z przełomu XVIII/XIX w.
- aleja lipowa wielorzędowa, wzdłuż drogi na cmentarz, z początku XX w.